# 1896年香港潔淨局組成辦法公投
1896年香港潔淨局組成辦法公投，於1896年5月舉行，此公投的議題為當時的潔淨局議員應以非官守或官守議員佔多數。此公投是香港歷史上唯一一次獲官方認證的公投，而2010年由泛民主派策劃的五區公投則是一個以「公投」為口號的立法會補選。
這場公投由香港總商會提議舉辦，香港政府同意舉行及籌辦，公投的結果顯示「潔淨局議員應以非官守議員佔大多數」得到壓倒性支持，可是潔淨局議員的產生辦法並沒有順應公投的結果而作出改變，政府又考慮到需要回應公投的結果，於是在行政局及定例局（後期改稱立法局）增加非官守議員的數目。
此次公投可視為大英帝國殖民地首個關於政制改革的討論，這比第21任香港總督楊慕琦在1940年代提出、有關政制民主化的《楊慕琦計劃》還要早半個世紀。

## 背景

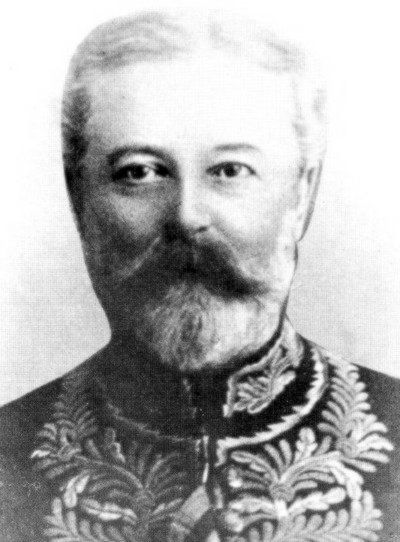
威廉·羅便臣爵士，第11任香港總督（1891年－1898年）

香港政府於1883年成立潔淨局，目的是提升香港的環境衞生水平，潔淨局於1936年改稱市政局，至1997年7月香港主權移交後被成立僅2年的香港特別行政區政府在1999年廢除，該局的民選議會亦一併被撤銷。
在1887年的《公眾健康條例》規定下，潔淨局議員應由四名官守議員以及不多於六名非官守議員組成。該四名官守議員應由香港總督委任（兩名官守議員為華人），兩名非官守議員則通過選舉選出，但當年只有在陪審員名單上或有繳交差餉者有投票資格。潔淨局非官守議員選舉在1888年、1891年及1894年均有舉辦。
1894年香港鼠疫促成有關潔淨局組成辦法及權力的討論。政府最後決定委任一個醫療官進入潔淨局架構中，但這個決定違背潔淨局議員的意願，而當時的非官守議員法蘭些士因此辭職，其餘非官守議員何啟、威廉·哈蒂根、羅拔·堅拿維也跟隨辭職。
當年有行政局成員和香港總商會對於潔淨局成立後，未能有效提升社區的潔淨水平感到不滿，除了有廢除潔淨局的聲音，也有改革潔淨局的建議。其中一派的觀點，包括香港總商會領袖J.J. Kenswick、遮打爵士及庇理羅士，認為潔淨局應由官守議員佔多數，並直接向港督負責；另一派的觀點以何啟為代表，認為潔淨局應維持以非官守議員佔多數，並增加非官守議員的權力。時任總督威廉·羅便臣認同前者的觀點，認為應成立一個在政府架構之下，由首席醫療官帶領的醫學部門領導社區衛生事務會更好，及可把潔淨局廢除。
社會輿論關注到潔淨局如完全由官方把持，甚至被撤銷，政策的制定就會缺乏民間聲音，一切由上而下，民意將會完全被漠視，因此何啟提出增加潔淨局非官守議員的建議，在社會上受到不少支持。當年的香港總商會會員多為身份顯赫的人士，為化解爭議，商會提議舉行投票。隨著潔淨局重組議題的發展，港督威廉·羅便臣同意就潔淨局組成辦法舉行一次公投。
除了重組潔淨局的議題，在1894年，一個請願團體在定例局非官守議員遮打爵士及何啟的支持下收集了363個簽名，提出一個讓市民在殖民地政府下有更高代表性的政制民主化建議，其要求如下：
1. 在香港定例局中，自由選舉代表擁有英國國籍者的議員。
2. 上述代表應於議會中佔多數。
3. 讓官守議員擁有基於他們良心及信念下的投票。
4. 讓定例局完全控制香港的地方支出。
5. 自由管理地區事務。
6. 在帝國性質的問題上，擁有諮詢的聲音。

## 投票

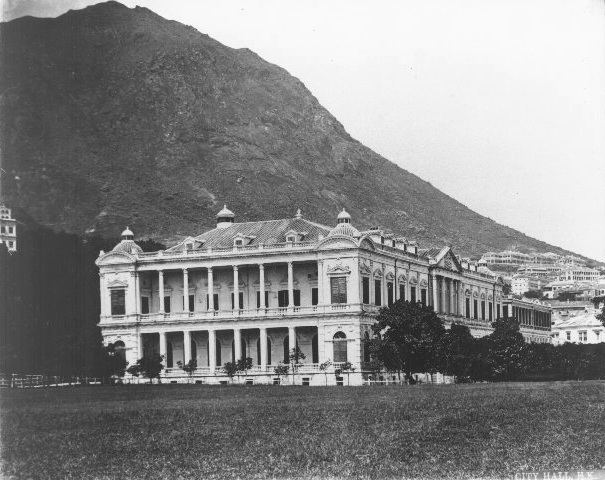
第一代香港大會堂是這次公投的投票地點

公投定於1896年5月15及16日舉行，全港唯一的票站設於香港大會堂，公投問題為「潔淨局應由非官守或官守議員佔多數？」
這次公投僅有登載於1896年陪審員名冊上的人士具有投票資格，由於當年的高學歷人士大多為英籍人士，而本地華人的教育水平普遍較低甚至沒受過正規教育，鮮有華人具有陪審員資格，故此只有極少數華人居民有權投票。在陪審員名單上共有788人（當時香港人口約有250,000人），而當中有362人投票，大部分投票者是來自英國人社群。在三或四個擁有投票權的華人中，全部投給非官守議員佔多的選擇。雖然極大部分的華人並無投票權利，但結果依然是壓倒性地支持非官守議員佔多。
| 1896年香港潔淨局組成辦法公投 |      |        |
| 選擇                         | 票數 | 百份比 |
| 非官守議員佔多數             | 331  | 91.44  |
| 官守議員佔多數               | 31   | 8.56   |
| 有效選票                     | 362  | 362    |
| 總票數                       | 362  | 45.94  |
| 擁有選民資格                 | 788  | 788    |

資料來源： Sessional Paper. Papers Respecting the Reconstitution of the Sanitary Board. SP 1896

## 後續
公投順利舉行並清楚顯示市民的意願，結果與港府領導層的想法相反，港督羅便臣仍然堅持由政府直接管轄環境衛生的事務，公投結果及處理方法被呈報到殖民地部請示。時任殖民地事務大臣約瑟夫·張伯倫對香港政府的決定及舉措感到不滿，張伯倫表示：「尋求公決作為指導是英國殖民地政府的矛盾。沒有一個社會，無論是否英國殖民地，納稅人對其中的議題感興趣的話，可以有權單獨引起一個問題的解決方案。而且，這個公投的結果更是和港督的建議持相反方向。」
張伯倫拒絕潔淨局的改革建議，港府在6月收到回覆後，將落實公投結果的相應行動擱置一年再議，實際上卻不了了之，故此潔淨局的組成辦法並沒有因公投結果而改變，1899年潔淨局選舉仍是只選出兩個非官守議員，政制要到1936年潔淨局改組為市政局後才變革，邁向三級議會制中的市議會選舉制度。
雖然潔淨局的組成辦法不變，但里彭勳爵提出的兩個建議獲得採納，包括增加非官守議員及官守議員各一名進入定例局，及將兩名較長年資的定例局議員委任為行政局成員。
1896年9月，定例局議員遮打爵士和伊榮獲委任為行政局成員。同年12月，韋寶珊爵士獲委任為新任定例局非官守議員，與何啟成為在定例局中的兩個華人代表。

## 相關文獻
- Endacott, G. B. Government and people in Hong Kong, 1841-1962 : a constitutional history. 香港大學出版社. (1964)
- Wright, Arnold and H.A. Cartwright. Twentieth century impressions of Hong-kong, Shanghai, and other Treaty Ports of China. London: Lloyd's Greater Britain Pub. Co. (1908)